# Mary Jane Visits Her Country Cousin
Mary Jane Visits Her Country Cousin è un cortometraggio muto del 1909. Il nome del regista non viene riportato nei credit del film.

## Trama
Mary Jane si reca in campagna, al suo paese. La cugina la porta alla fiera dove la ragazza si diverte un mondo mentre Mary Jane si sente fortemente a disagio. Ritornata a casa, la campagnola ripete davanti agli amici e ai vicini gli scherzi e i trucchi che ha visto quel giorno, facendo divertire tutti. Mary Jane, invece, non riesce ad apprezzare quello spirito campagnolo e si ripromette di non andare più in giro con la cugina.

## Produzione
Il film fu prodotto dalla Lubin Manufacturing Company.

## Distribuzione
Distribuito dalla Lubin Manufacturing Company, il film - un breve cortometraggio della lunghezza di 61 metri - uscì nelle sale cinematografiche statunitensi il 28 giugno 1909. Nelle proiezioni, veniva programmato con il sistema dello split reel, accorpato in un'unica bobina con un altro cortometraggio prodotto dalla Lubin, il drammatico The Oysterman's Gold.